# (467202) 2016 ET136
(467202) 2016 ET136 es un asteroide perteneciente al cinturón de asteroides, descubierto el 22 de octubre de 2008 por el equipo Spacewatch desde el Observatorio Nacional de Kitt Peak (Arizona, Estados Unidos).